# Mars 1776
Cette page présente les faits marquants du mois de mars 1776.

## Événements

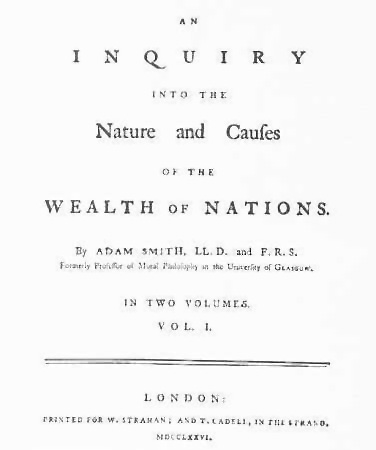
9 mars : la richesse des nations.

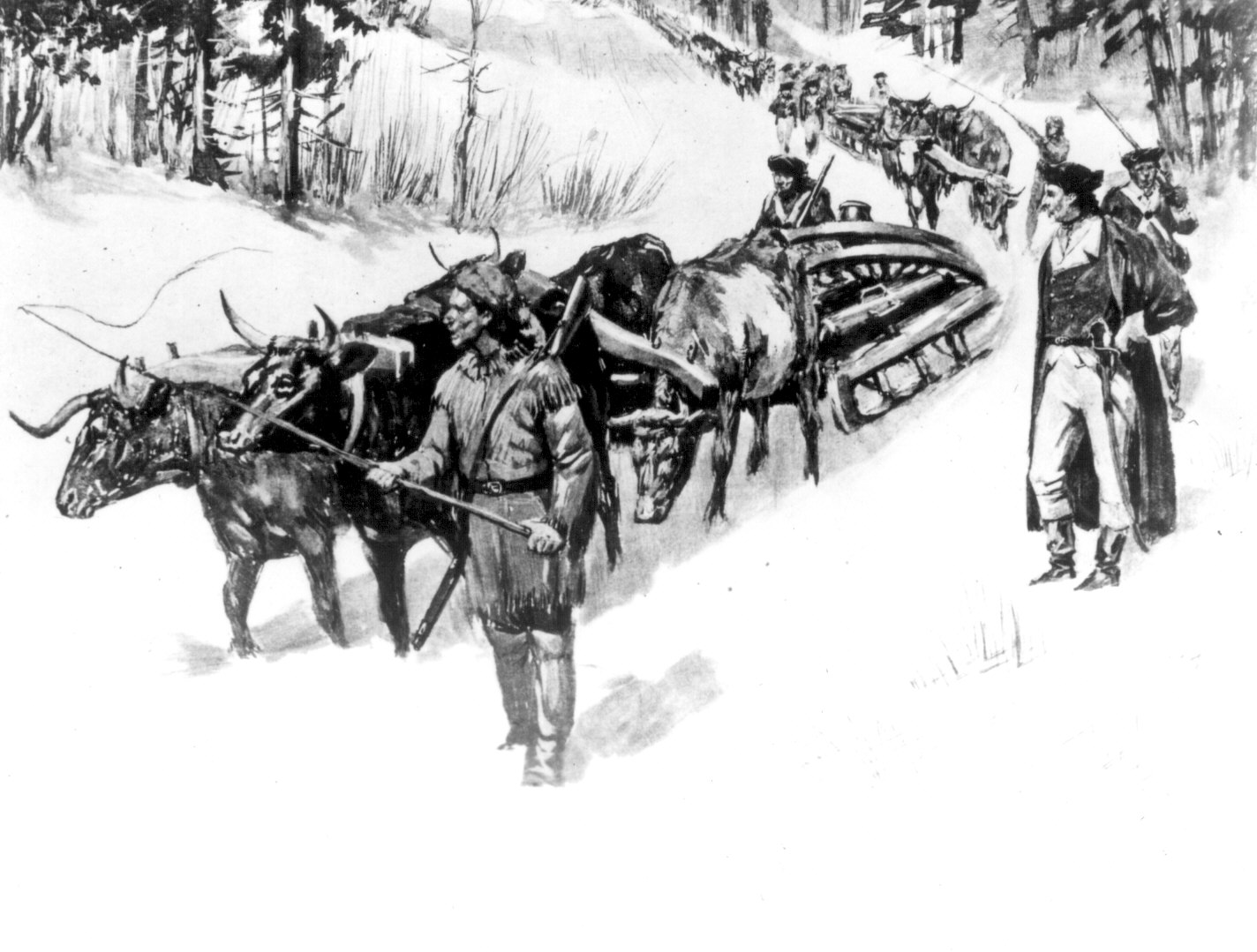
Henry Knox, le commandant en chef de l'artillerie de l'Armée continentale, surveillant l'artillerie allant au siège de Boston.

- France : liberté de travail ; abolition des Jurandes, maîtrises, corporations. Édit instituant la libre circulation des marchandises dans le royaume.

- 1er mars : le traité de Purandar annule le traité de Surate de 1775 à la suite de la défaite du peshwâ Râghunâtha Râo face aux chefs marathes révoltés[1].

- 2 - 3 mars : Bataille des Rice Boats : Après la saisie britannique du riz des navires marchands sur le fleuve Savannah, les milices de la Géorgie et de la Caroline du Sud attaquent l'escadron britannique sur le fleuve utilisant des brûlots.

- 3 - 4 mars : bataille de Nassau [2]: attaque navale et assaut amphibie par les forces américaines contre le port britannique de Nassau dans les Bahamas.

- 4 mars : les Américains capturent "Dorchester Heights" qui domine le port de Boston, (Massachusetts).

- 9 mars : l'économiste britannique Adam Smith publie Recherches sur la nature et les causes de la richesse des nations[3].

- 17 mars : Evacuation Day, les Britanniques évacuent Boston. Fin du siège de Boston[4].

- 28 mars : fondation du presidio de San Francisco en Californie[5].

## Naissances
- 9 mars : Constance Mayer, peintre française († 26 mai 1821).
- 10 mars : Louise de Mecklembourg-Strelitz, future reine de Prusse (1797-1810)
- 15 mars :
  - Aimé Picquet du Boisguy, général chouan.
  - Gerard Troost (mort en 1850), médecin, naturaliste et minéralogiste américanonéerlandais[6].
- 27 mars : Charles François Brisseau de Mirbel (mort en 1854), botaniste et homme politique français.
- 30 mars : Vassili Tropinine, peintre russe († 16 mai 1857).

## Décès

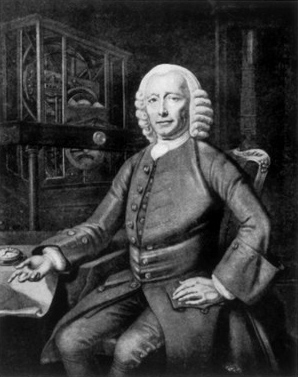
John Harrison

- 10 mars : Élie Fréron polémiste français.
- 24 mars : John Harrison (né en 1693), artisan ébéniste, et horloger autodidacte britannique, inventeur du chronomètre de marine.